# June Croft
June Croft, née le 17 juin 1963 à Ashton-in-Makerfield, est une nageuse britannique.

## Palmarès

### Jeux olympiques
- Moscou 1980
  -  Médaille d'argent en 4 × 100 m 4 nages.
- Los Angeles 1984
  -  Médaille de bronze en 400 m nage libre[1].